# Kronična limfocitna leukemija
Kronična limfocitna leukemija (KLL) je limfoproliferativna bolest koju karakterizira klonalna proliferacija nefunkcionalnih B-limfocita. Bolest se utvrđuje prisutnošću nezrelih limfocita u perifernoj krvi (više od 5x109/L) i infiltracijom koštane srži limfoidnim stanicama (više od 30%). Limfom malih stanica se smatra oblikom kronične limfocitne leukemije, koji razlikuje to što su stanice nakupljene u limfnim čvorovima, a ne u perifernoj krvi i koštanoj srž.
Leukemijski (KLL) B-limfociti su mali, na površini sadrže molekule CD5, CD19, CD20, CD21, CD23. Na površini su prisutni i imunoglobulini, ali u manjoj količini nego kod normalnih B-limfocita. KLL limfociti infiltriraju koštanu srž te ometaju stvaranje eritrocita i trombocita, te normalnih limfocita, zbog čega dolazi do povećane sklonosti infekcijama, pojave simptoma anemije te sklonosti krvarenju. Mogu infiltritati ostale organe kao što su limfni čvorovi, jetra, slezena, koža, organe probavnog sustava, mokraćnog sustava ili dišnog sustava. 

## Terapija
Bolest se liječi kemoterapijama, protutijelima (najčešće anti-CD20) te ciljanim lijekovima (inhibitorima signalnih putova B receptora). U nekim slučajevima dolazi u obzir i liječenje transplantacijom krvotvornih matičnih stanica.

## Vanjske poveznice
- KLL, Medscape, pristupljeno 04.06.2014. (engl.)

|  | Molimo pročitajte upozorenje o korištenju medicinskih informacija. Ne provodite liječenje bez savjetovanja s liječnikom! |